# Qasem Burhan
Qasem Burhan (en árabe: قاسم برهان‎; Dakar, Senegal; 15 de diciembre de 1985) es un futbolista de Catar nacido en Senegal que juega en la posición de guardameta y que actualmente milita en el Al-Gharafa SC de la Liga de fútbol de Catar.

## Carrera

### Club
| Periodo   | Club                   | Apariciones |
| --------- | ---------------------- | ----------- |
| 2003–2005 | Al-Khor SC             | 26          |
| 2005–2008 | Al-Rayyan SC           | 64          |
| 2008–     | Al-Gharafa SC          | 191         |
| 2016–2017 | → Lekhwiya SC (cedido) | 6           |

### Selección nacional
Ha jugado con Qatar desde 2004 en 80 ocasiones,. Ha disputado la Copa Asiática en 3 ocasiones, los Juegos Asiáticos de 2006 y la Copa de Naciones del Golfo de 2014.

## Logros

### Club
- Qatar Stars League (4): 2008, 2009, 2010, 2017
- Emir of Qatar Cup (4): 2004, 2006, 2009, 2012
- Qatar Crown Prince Cup (3): 2005, 2010, 2011
- Qatari Stars Cup (2): 2018, 2019

### Selección nacional
- Juegos Asiáticos (1): 2006
- Gulf Cup of Nations (1): 2014